# Scientists Against Time
Scientists Against Time (en français Les Secrets de la science américaine), est un livre de l'historien américain James Phinney Baxter III, publié en 1946 par les éditions Little, Brown and Company et traduit en français l'année suivante.
Ce livre a été récompensé en 1947 par le prix Pulitzer d'histoire,.

## Éditions

### En français
Les Secrets de la science américaine, trad. Maurice Vincent, éditions Corea, coll. « Grandes découvertes scientifiques », 1947.

### En anglais
- Scientists Against Time, Boston, Little Brown, 1946 ; rééd. MIT Press, 1968  (ISBN 978-0262520126)